# Jewgeni Koschewoi
Jewgeni Nikolajewitsch Koschewoi (kasachisch Евгений Николаевич Кошевой; * 6. Oktober 1984 in Schtschutschinsk, Oblast Zelinograd, Kasachische SSR, Sowjetunion) ist ein ehemaliger kasachischer Skilangläufer.

## Werdegang
Koschewoi trat erstmals bei den Junioren-Weltmeisterschaften 2001 im polnischen Karpacz in Erscheinung, als er 62. im Sprint wurde. Im Folgejahr wurde er bei den Junioren-Weltmeisterschaften in Schonach im Schwarzwald 32. über zehn Kilometer in der freien Technik. Im Massenstartrennen über 30 Kilometer in der klassischen Technik wurde er 44. und Sprint belegte er den 46. Rang. Er hatte seine ersten internationalen Erfolge bei den Nordische Junioren-Skiweltmeisterschaften 2003 in Sollefteå und bei den Nordische Junioren-Skiweltmeisterschaften 2004 in Stryn. Dort gewann er jeweils die Silbermedaille über 10 km. Mit der kasachischen Langlaufstaffel konnte er in Stryn sogar den Weltmeistertitel gewinnen. Zudem wurde er in Sollefteå 13. im Sprint und 30. im Massenstartrennen über 30 Kilometer in der freien Technik und in Stryn 18. im Sprint und 19. im Massenstartrennen über 30 Kilometer in der klassischen Technik.
Sein erstes Weltcuprennen lief er im November 2004 in Gällivare, welches er auf dem 67. Platz über 15 km klassisch beendete. Bei der Winter-Universiade 2005 in Innsbruck holte er die Goldmedaille im Sprint und wurde über zehn Kilometer in der freien Technik und über 30 Kilometer in der klassischen Technik jeweils Fünfter. Im Februar 2005 belegte er bei den nordischen Skiweltmeisterschaften 2005 in Oberstdorf den 22. Platz im Sprint, den zehnten Rang mit der Staffel und den siebten Platz zusammen mit Nikolai Tschebotko im Teamsprint. Im Januar 2006 holte er in Oberstdorf mit dem sechsten Platz im Sprint seine ersten Weltcuppunkte. Dies war auch sein bestes Einzelergebnis im Weltcup. Bei seiner ersten Olympiateilnahme 2006 in Turin kam er auf den 14. Platz im Sprint, auf den 13. Rang mit der Staffel und auf den sechsten Platz zusammen mit Nikolai Tschebotko im Teamsprint. Im folgenden Jahr gewann er bei den Winter-Asienspielen 2007 in Jilin die Bronzemedaille im Sprint. Bei der Winter-Universiade 2007 italienischen Pragelato wurde er Siebter im Sprint und 19. über zehn Kilometer in der freien Technik. Im Februar 2007 wurde er bei einer Trainingskontrolle positiv auf Testosteron getestet und daraufhin von der FIS für zwei Jahre gesperrt. Alle Ergebnisse, die er bei den nordischen Skiweltmeisterschaften 2007 in Sapporo erzielte, wurden nachträglich annulliert. Sein erstes Weltcuprennen nach der Sperre lief er zu Beginn der Saison 2009/10 in Beitostølen, welches er auf dem 11. Platz mit der Staffel beendete. Bei der Tour de Ski 2009/10 errang er den 38. Platz. Bei den Olympischen Winterspielen 2010 in Vancouver kam er auf den 52. Platz im Sprint. Im Februar 2013 gelang ihn bei den nordischen Skiweltmeisterschaften 2013 im Val di Fiemme der 42. Platz im Sprint. Seine letzten Weltcuprennen lief er im Januar 2014 in Nové Město. Dort belegte er den 63. Platz im Sprint und den 23. Rang zusammen mit Alexander Malyschew im Teamsprint. Anschließend lief er noch bis Dezember 2015 im Eastern Europe Cup und bei FIS-Rennen, bevor er seine Karriere beendete.